# Circonscription autonomique de Jaén
Ne doit pas être confondu avec Circonscription électorale de Jaén.
La circonscription électorale de Jaén est l'une des huit circonscriptions électorales d'Andalousie pour les élections au Parlement d'Andalousie.
Elle correspond géographiquement à la province de Jaén.

## Synthèse
|             |       | 1982 | 1986 | 1990 | 1994 | 1996 | 2000 | 2004 | 2008 | 2012 | 2015 | 2018 | 2022 |  |
| ----------- | ----- | ---- | ---- | ---- | ---- | ---- | ---- | ---- | ---- | ---- | ---- | ---- | ---- |  |
| UCD         |       | 2    |      |      |      |      |      |      |      |      |      |      |      |  |
| AP & alliés |       | 2    | 4    |      |      |      |      |      |      |      |      |      |      |  |
| PCE         |       | 1    |      |      |      |      |      |      |      |      |      |      |      |  |
| IULV-CA     |       |      | 2    | 1    | 2    | 1    | 1    | 1    |      | 1    |      |      |      |  |
| PSOE-A      |       | 8    | 7    | 7    | 5    | 6    | 6    | 7    | 7    | 5    | 6    | 4    | 4    |  |
| PPA         |       |      |      | 4    | 5    | 5    | 5    | 4    | 5    | 5    | 4    | 3    | 6    |  |
| Podemos     |       |      |      |      |      |      |      |      |      |      | 1    |      |      |  |
| Cs          |       |      |      |      |      |      |      |      |      |      |      | 2    |      |  |
| AA          |       |      |      |      |      |      |      |      |      |      |      | 1    |      |  |
| Vox         |       |      |      |      |      |      |      |      |      |      |      | 1    | 1    |  |
|             |       |      |      |      |      |      |      |      |      |      |      |      |      |  |
| Total       | Total | 13   | 13   | 12   | 12   | 12   | 12   | 12   | 12   | 11   | 11   | 11   | 11   |  |

## Résultats détaillés

### 1982
| Parti     | Parti | Députés élus |
| --------- | ----- | --- |
| PSOE-A    |       | Antonio Ojeda Escobar, Leocadio Marín Rodríguez, Gaspar Zarrías, José María Sánchez Muñoz, Luis Benavides Cano, Jesús Peinado Quintana, Juan Carmona Infantes, Ángeles Cobo Lóez |
| AP-PDP-UL |       | José Rodríguez Fernández, Gabino Puche |
| UCD       |       | Fernando Arenas del Buey, José Luis Puche Pardo |
| PCE       |       | Manuel Anguita Peragón |

- Leocadio Marín (PSOE-A) est remplacé en mars 1983 par Jesús Lechuga Gallego.

### 1986
| Parti     | Parti | Députés élus |
| --------- | ----- | --- |
| PSOE-A    |       | José María de la Torre Colmenero, Gaspar Zarrías, Cándido Méndez Rodríguez, Isidro Reverte Ortega, Manuel Rodríguez Méndez, Arsenio Moreno Mendoza, Luis Ramón Benavides Cano |
| AP-PDP-PL |       | Gabino Puche, Mariano Sanz Gutiérrez, Miguel Sánchez de Alcázar Ocaña, Blas Cuadros Torrecillas                                                                               |
| IU-CA     |       | Manuel Anguita Peragón, Cristóbal Jiménez Ramírez |

- Manuel Rodríguez (PSOE-A) est remplacé en décembre 1986 par Tomás Cabrera Lozano.
  - Tomás Cabrera (PSOE-A) est remplacé en novembre 1989 par Francisco Vico Aguilar.
- Cándido Méndez (PSOE-A) est remplacé en novembre 1987 par Ángeles Cobo López.
- José María de la Torre (PSOE-A) est remplacé en novembre 1989 par Francisco Vallejo Serrano.

### 1990
| Parti   | Parti | Députés élus |
| ------- | ----- | --- |
| PSOE-A  |       | Leocadio Marín Rodríguez, Cristóbal José López Carvajal, Gaspar Zarrías, Isidro Reverte Ortega, Luis Benavides Cano, Francisco Vallejo Serrano, María Ramírez Díaz |
| PPA     |       | Miguel Sánchez de Alcázar Ocaña, María Dolores Núñez García, Antonio Rodríguez Serrano, Blas Cuadros Torrecillas                                                   |
| IULV-CA |       | Manuel Anguita Peragón |

- Federico Reverte (PSOE-A) est remplacé en juillet 1993 par José Fernández Fernández.

### 1994
| Parti   | Parti | Députés élus |
| ------- | ----- | --- |
| PSOE-A  |       | Gaspar Zarrías, Antonio Pascual Acosta, Cristóbal José López Carvajal, José Pliego Cúbero, Elena Víboras                                |
| PPA     |       | Miguel Sánchez de Alcázar Ocaña, María Dolores Núñez García, Antonio Rodríguez Serrano, Blas Cuadros Torrecillas, Isabel Garzón Sánchez |
| IULV-CA |       | Leocadio Fernández García, Marina Heredia Figueras                                                                                      |

- Antonio Pascual (PSOE-A) est remplacé en novembre 1995 par Fidel Mesa Ciriza.

### 1996
| Parti   | Parti | Députés élus |
| ------- | ----- | --- |
| PSOE-A  |       | Gaspar Zarrías, Juan Torres Morales, Francisco Vallejo Serrano, Elena Víboras, Antonio Guinea de Toro, Adoración Quesada Bravo     |
| PPA     |       | Miguel Sánchez de Alcázar Ocaña, María Dolores Núñez García, Miguel Díaz Mogedas, Isabel Garzón Sánchez, Antonio Rodríguez Serrano |
| IULV-CA |       | Leocadio Fernández García |

### 2000
| Parti   | Parti | Députés élus |
| ------- | ----- | --- |
| PSOE-A  |       | Gaspar Zarrías, Elena Víboras, Francisco Vallejo Serrano, Adoración Quesada Bravo, Francisco Zamora Ceballos, Carmen Peñalver |
| PPA     |       | Miguel Sánchez de Alcázar Ocaña, Luis de Torres Gómez, Isabel Garzón Sánchez, Juan Pizarro Navarrete, Miguel Díaz Mogedas     |
| IULV-CA |       | José Cabrero Palomares |

- Adoración Quesada (PSOE-A) est remplacée en mai 2000 par Josefa Plaza Berbel.
- Francisco Zamora (PSOE-A) est remplacé en février 2001 par Vicente Manuel Martín Amaro.

### 2004
| Parti   | Parti | Députés élus |
| ------- | ----- | --- |
| PSOE-A  |       | Mar Moreno, Gaspar Zarrías, Carmen Peñalver, Francisco Vallejo Serrano, Rosa Isabel Rios Martínez, Fidel Mesa Ciriza, Francisca Medina Teva |
| PPA     |       | José Enrique Fernández de Moya, Miguel Sánchez de Alcázar Ocaña, Juan Pizarro Navarrete, María Pilar Ager Hidalgo                           |
| IULV-CA |       | José Cabrero Palomares |

- Miguel Sánchez de Alcázar (PPA) est remplacé en avril 2007 par Francisco Armijo Higueras.
- Carmen Peñalver (PSOE-A) est remplacée en septembre 2007 par Felipe Sicilia.

### 2008
| Parti  | Parti | Députés élus |
| ------ | ----- | --- |
| PSOE-A |       | Mar Moreno, Gaspar Zarrías, Micaela Navarro, Francisco Vallejo Serrano, Ana María Tudela Cánovas, Fidel Mesa Ciriza, Rosa Isabel Rios Martínez |
| PPA    |       | José Enrique Fernández de Moya, Amelia Palacios Pérez, Juan Pizarro Navarrete, Ángeles Isac, Francisco Armijo Higueras                         |

- Gaspar Zarrías (PSOE-A) est remplacé en juin 2009 par Felipe Sicilia.
  - Felipe Sicilia (PSOE-A) est remplacé en décembre 2011 par Ana María Cortecero Montijano.
- José Enrique Fernández de Moyo (PPA) est remplacé en décembre 2011 par Trinidad Rus Molina.

### 2012
| Parti   | Parti | Députés élus |
| ------- | ----- | --- |
| PSOE-A  |       | Micaela Navarro, Antonio Jesús Ávila Cano, Mar Moreno, Francisco Vallejo Serrano, Natividad Redondo Crespo                    |
| PPA     |       | Catalina Montserrat García Carrasco, José Antonio Miranda Aranda, Amelia Palacios Pérez, Miguel Contreras López, Ángeles Isac |
| IULV-CA |       | Juan Serrano Jodar |

- Catalina García (PPA) est remplacée en septembre 2012 par Javier Calvente Gallego.

### 2015
| Parti   | Parti | Députés élus |
| ------- | ----- | --- |
| PSOE-A  |       | Micaela Navarro, Julio Millán Muñoz, María de los Ángeles Férriz Gómez, Jacinto Jesús Viedma Quesada, Elena Víboras, José Latorre Ruiz |
| PPA     |       | Miguel Ángel García Anguita, Catalina Montserrat García Carrasco, José Antonio Miranda Aranda, Amelia Palacios Pérez                   |
| Podemos |       | Mercedes Barranco Rodríguez |

- Elena Víboras (PSOE-A) est remplacée en juillet 2015 par Natividad Redondo Crespo.
- Micaela Navarro (PSOE-A) est remplacée en janvier 2016 par Daniel Campos López.

### 2018
| Parti      | Parti | Députés élus |
| ---------- | ----- | --- |
| PSOE-A     |       | María de los Ángeles Férriz Gómez, Felipe López García, María de las Mercedes Gámez García, Jacinto Jesús Viedma Quesada |
| PPA        |       | María Isabel Lozano Moral, Erik Domínguez Guerola, Ángela María Hidalgo Azcona                                           |
| Ciudadanos |       | Mónica Moreno Sánchez, Enrique Moreno Madueño                                                                            |
| AA         |       | José Luis Cano Palomino                                                                                                  |
| Vox        |       | Benito Morillo Alejo |

- Maribel Lozano (PPA) est remplacée en février 2019 par Francisco José Palacios Ruiz.
- José Luis Cano (AA) est remplacé en octobre 2019 par Carmen Barranco García.

### 2022
| Parti  | Parti | Députés élus |
| ------ | ----- | --- |
| PPA    |       | Juan Bravo Baena, Catalina Montserrat García Carrasco, Erik Domínguez Guerola, María Isabel Lozano Moral, Manuel Santiago Bonilla Hidalgo, María Auxiliadora del Olmo Ruiz |
| PSOE-A |       | María de los Ángeles Férriz Gómez, Jacinto Jesús Viedma Quesada, María de las Mercedes Gámez García, Víctor Manuel Torres Caballero                                        |
| Vox    |       | Benito Morillo Alejo |

- Juan Bravo (PPA) est remplacé en février 2023 par Juan Manuel Marchal Rosales.
- Auxiliadora del Olmo (PPA) est remplacée le 28 juin 2023 par Dolores Martín Nieto.